# Земмихау
Зе́ммихау или Зе́михов (нем. Semmichau; в.-луж. Zemichow) — деревня в Верхней Лужице, Германия. Входит в состав коммуны Гёда района Баутцен в земле Саксония. Подчиняется административному округу Дрезден.

## География
Соседние населённые пункты: на северо-востоке — административный центр коммуны Гёда, на юго-востоке — деревня Жичень, на юге — деревня Бреза, на западе — деревня Спытецы и на северо-западе — деревня Мала-Прага.

## История
Деревня имеет древнеславянскую круговую форму построения жилых домов с площадью в центре. Впервые упоминается в 1377 году под наименованием Zemschow.
До 1935 года была центром одноимённой коммуны. С 1935 года входит в современную коммуну Гёда.
В настоящее время деревня входит в состав культурно-территориальной автономии «Лужицкая поселенческая область», на территории которой действуют законодательные акты земель Саксонии и Бранденбурга, содействующие сохранению лужицких языков и культуры лужичан.
Исторические немецкие наименования:
- Zemschow, 1377
- Semchaw ,1385
- Zemechaw, Semechaw, Semichaw, 1400
- Sempchow, 1412
- Semicho, 1488
- Semichaw, Semmichen, 1509
- Semich, 1541
- Semichen, 1622
- Semmichau, 1791

## Население
Официальным языком в населённом пункте, помимо немецкого, является также верхнелужицкий язык.
Согласно статистическому сочинению «Dodawki k statisticy a etnografiji łužickich Serbow» Арношта Муки в 1884 году проживало 127 человек (из них — 118 серболужичан (93 %)).
| 1834 | 1871 | 1890 | 1910 | 1925 | 2006 | 2016 |
| ---- | ---- | ---- | ---- | ---- | ---- | ---- |
| 96   | 151  | 119  | 139  | 148  | 90   | 79   |

## Достопримечательности
Памятники культуры и истории земли Саксония
- Особняк, жилые и хозяйственные постройки и ограждение с воротами усадьбы; дома 2,3; 1850 год (№ 09250252);
- Бывшая школа, д.29; 1880 год (№ 09250261).